# Jorge Zorreguieta
Jorge Horacio (Coqui) Zorreguieta Stefanini (Buenos Aires, 28 januari 1928 – aldaar, 8 augustus 2017) was een douanebeambte, lobbyist en politicus uit Argentinië. Hij was staatssecretaris en minister van Landbouw in het regime van dictator generaal Jorge Videla. Zorreguieta was de vader van Máxima Zorreguieta, de echtgenote van koning Willem-Alexander der Nederlanden.

## Biografie

### Afkomst, jeugd en privéleven
Zorreguieta was de zoon van Juan Antonio Zorreguieta Bonorino, die bij een bank werkte en Cesina Stefanini Borella. Hij was een nakomeling van Spaans-Baskische en Italiaanse immigranten; de families van zijn beide ouders bekleedden al enkele generaties een vooraanstaande positie in Argentinië. Zijn grootvader was burgemeester van de stad Mendoza en provincieminister.
Nadat Jorge Zorreguieta rond zijn dertigste voorzitter was van een agrarische jongerenvereniging, werd hij in 1960 secretaris van de Sociedad Rural Argentina (SRA), een conservatieve belangenvereniging van landeigenaren en veeboeren. Ook was hij voorzitter van de vereniging Juan de Garay, een belangenvereniging voor in Argentinië wonende Basken.
Hij trouwde in 1956 met Marta López Gil en kreeg met haar drie dochters: Dolores, María en Angeles. Het huwelijk liep stuk, waarna Zorreguieta ging samenwonen met de zestien jaar jongere María (María Pame) del Carmen Cerruti, dochter van Jorge Cerruti (1911-1992, landeigenaar van Italiaanse afkomst) en Maria del Carmen Carricart (1914-1999). Zorreguieta en Cerruti leerden elkaar kennen in de tweede helft van de jaren zestig op een landbouwtentoonstelling in Pergamino. Hij was ten tijde van hun ontmoeting nog wettelijk getrouwd en in Argentinië waren echtscheidingen niet toegestaan. Ze trouwden in december 1970 in Paraguay. Pas in 1986 kwam er een echtscheidingswet in Argentinië en scheidde Zorreguieta volgens Argentijns recht officieel van zijn eerste vrouw. Uit zijn verbintenis met María Pame werden vier kinderen geboren: Máxima, Martín, Juan en Inés (1984-2018), allen buitenechtelijk volgens Argentijns recht.

### (Onder)minister van Landbouw
Na de staatsgreep van generaal Jorge Videla op 24 maart 1976 werd Zorreguieta staatssecretaris van Landbouw. Van maart 1979 tot maart 1981 was hij minister van Landbouw en Veeteelt. Hij had hiermee leiding over de belangrijkste economische sector van het land. Tijdens het bewind van Zorreguieta steeg de export van vlees, graan en suiker naar recordhoogten.

### Directeur adviesorgaan
Toen in 1981 Videla werd vervangen door generaal Roberto Viola trad ook Zorreguieta af. Hij werd voorzitter van de Centro Azucarero Argentino (CAA), een adviesorgaan voor de suikerproducenten in Argentinië. In deze tijd raakte Argentinië in oorlog met Groot-Brittannië om de Falklandeilanden. De nederlaag die Argentinië leed, betekende het einde van het regime Videla (inmiddels opgevolgd door Leopoldo Galtieri). Al snel werden de bewindslieden onder het regime vervolgd vanwege de schendingen van de mensenrechten, maar omdat Zorreguieta aan het einde van het regime geen politieke functie meer vervulde, bleef hij buiten schot. Naast het CAA, was Zorreguieta ook voorzitter van de toezichtorganisatie voor voedingsmiddelen Coordinadora de la Industria de Productos Alimenticios (COPAL).

### Zaak-Sierra
Begin april 2005 werd bekend dat een federale rechter in Argentinië bij overheidsinstanties informatie had opgevraagd over de mogelijke betrokkenheid van Zorreguieta bij de verdwijning van de biologe Marta Sierra. Tot haar ontvoering op 30 maart 1976 werkte ze bij een instituut dat een onderdeel was van het ministerie van Zorreguieta. Twee zoons van Sierra hadden de rechter verzocht Zorreguieta een verklaring te laten afleggen over de verdwijning van hun moeder.

## Zorreguieta en Nederland
Op 31 augustus 1999, kort nadat de relatie tussen toen nog prins Willem-Alexander en Máxima bekend was gemaakt, publiceerde de Volkskrant dat de vader van Máxima een politieke functie vervulde tijdens het regime van generaal Videla in de jaren 1976-1981. In deze periode verdwenen vele tegenstanders van het bewind spoorloos. Het rapport uit 1984 van de Nationale Commissie op de Verdwijning van Personen (CONADEP), een organisatie die na het herstel van de democratie van regeringszijde opdracht kreeg de verdwijningen te onderzoeken, schatte dat tussen 1976 en 1983 ongeveer 9000 mensen verdwenen. Schattingen gedaan door mensenrechtenorganisaties plaatsen het aantal dichter op 30.000. Zorreguieta beweerde als burger niet op de hoogte te zijn geweest van deze schendingen van de mensenrechten, die bekendstaat als de Vuile Oorlog. Volgens velen is het onwaarschijnlijk dat Zorreguieta niets van de verdwijningen heeft geweten. Zorreguieta's directe baas, minister van Economische Zaken José Alfredo Martínez de Hoz, speelde een belangrijke rol bij de repressie van de oppositie.

### Regeringsonderzoek
Na het bekend worden van de relatie tussen Willem-Alexander en Máxima Zorreguieta liet de Nederlandse regering een onderzoek instellen naar "de historische achtergrond en context van de politieke functies" van Zorreguieta. Met dit onderzoek werd prof. dr. Michiel Baud belast. Baud stelde vast dat ook Zorreguieta, net als vele andere Argentijnen, op de hoogte moet zijn geweest van de schending van mensenrechten. Tegelijkertijd stelde Baud dat het praktisch uit te sluiten is dat Zorreguieta persoonlijk betrokken geweest is bij de repressie of mensenrechtenschending.

### Opinies van anderen
Anderen steunen de lezing van professor Baud: de geschiedschrijver Luna concludeerde dat de schendingen van de mensenrechten tijdens het regime van Videla werden gepleegd met medeweten van de militaire leden van het kabinet, zonder dat de burgerleden werden geraadpleegd. Ook Máxima beweerde desgevraagd dat haar vader niets van de verdwijningen heeft geweten, al nam ze ook afstand van het ondemocratische bewind. Willem-Alexander legde de conclusie van professor Baud naast zich neer met de verklaring "een mening, waar andere meningen tegenover staan" en stelde daar vervolgens een ingezonden brief, als een "andere mening" tegenover. Later bleek dat die brief van de hand van generaal Videla was.
Ook journalist en Zuid-Amerika-correspondent Jan Thielen heeft zich uitgebreid verdiept in de achtergrond. Hij heeft vele interviews met Zorreguieta gehad en zijn informatie gecontroleerd bij tal van bronnen. In zijn boek Zorreguieta: Een biografische schets concludeert Thielen dat Zorreguieta binnen de lobby voor de landbouw "een machtig man" was geworden. Dat naast alle details over de "vuile oorlog" de rol van de burgerbewindslieden nog nauwelijks is belicht, is volgens een door Thielen opgevoerde collega van Zorreguieta mede het gevolg van afspraken die destijds met de militairen zijn gemaakt. "Het pact van de stilte dat de rol van de burgers in de samenzwering toedekt, is nog steeds van kracht", zegt deze.

### Aangiften in Nederland
Op 7 september 2011 werd opnieuw aangifte gedaan tegen Jorge Zorreguieta voor het plegen van gedwongen verdwijningen in Argentinië. In 2001 deed Maarten Mourik ook al aangifte, maar het Openbaar Ministerie en het gerechtshof besloten toen dat er geen vervolging zou worden ingesteld omdat er geen rechtsmacht zou zijn. In 2011 zou er in Nederland volgens de aanklagers wel rechtsmacht zijn door gewijzigde wetgeving. De tweede aangifte werd gedaan door een zoon van de inmiddels overleden Mourik en nabestaanden van Samuel Slutzky, die op 22 juni 1977 in zijn huis te Buenos Aires was aangehouden, meegenomen en daarna verdween. De aanklagers begonnen tevens een burgerinitiatief.[dode link]

### Bezoeken aan Nederland
Vanwege zijn omstreden verleden was Zorreguieta niet welkom bij officiële Nederlandse staatsaangelegenheden, zoals de bruiloft van Willem-Alexander en Máxima en de inhuldiging van Willem-Alexander als koning. Wel was hij welkom bij de doop van zijn kleindochters, de prinsessen Amalia, Alexia en Ariane; het verschil is dat het huwelijk van de kroonprins als een staatszaak werd gezien, terwijl een doopplechtigheid in eerste instantie als een privéaangelegenheid van de koninklijke familie wordt beschouwd. Tijdens de doopplechtigheden (in Den Haag en Wassenaar) werd door tegenstanders van het regime van Videla geprotesteerd. Zorreguieta was eveneens aanwezig bij de viering van de veertigste verjaardag van Willem-Alexander op 1 september 2007. Volgens De Groene Amsterdammer verbleven Zorreguieta en zijn echtgenote omstreeks 2010 veel in Nederland, dicht bij hun kleinkinderen.

### Ziekte en overlijden
Zorreguieta leed jaren aan een vorm van non-hodgkinlymfoom en werd verpleegd in kliniek Fundaleu in Buenos Aires. Ruim drie maanden voor zijn overlijden was hij nog wel aanwezig bij de vijftigste verjaardag van koning Willem-Alexander, eind april 2017. Hij overleed in het bijzijn van onder anderen Máxima. Hij werd begraven op de begraafplaats Parque Memorial in Pilar, aan de rand van Buenos Aires.
- Gemeinsame Normdatei: 124354017
- International Standard Name Identifier: 0000 0000 3829 6223
- Library of Congress Control Number: n2002043143
- Nederlandse Thesaurus van Auteursnamen: 216581826
- Virtual International Authority File: 38733909
- WorldCat: E39PBJv4mbxhYrtFVTTDhPR3Qq